# BamBam (ca sĩ)
Kunpimook Bhuwakul (tiếng Thái: กันต์พิมุกต์ ภูวกุล; RTGS: Kanphimuk Phuwakun; sinh ngày 2 tháng 5 năm 1997), thường được biết đến với nghệ danh BamBam (tiếng Hàn: 뱀뱀; Romaja: Baembaem; tiếng Thái: แบมแบม), là một rapper, ca sĩ, nhạc sĩ và nhà sản xuất âm nhạc người Thái Lan hiện đang hoạt động tại Hàn Quốc và là thành viên của nhóm nhạc nam Got7.

## Sự nghiệp

### Trước khi ra mắt
Trước khi ra mắt, anh từng là thành viên nhóm nhảy "We Zaa Cool" ở Thái cùng với Lisa (Blackpink).
Bambam từng tham gia đóng 1 bộ phim của Hồng Kông và 7 quảng cáo ở Thái Lan.
BamBam còn được biết đến là bạn thân của Lisa (Blackpink) và Bang Chan (Stray Kids).

### Ra mắt cùng với GOT7
Bambam thực tập khoảng 3 năm rưỡi tại JYP Entertainment trước khi ra mắt trở thành thành viên của GOT7. Anh ấy xuất hiện lần đầu tiên trước khi debut trong một chương trình thực tế là WIN của Mnet: Who is Next, được chiếu vào ngày 6 tháng 9 năm 2013. Bambam cùng các thành viên Mark, Jackson và Yugyeom tranh thi đấu với các thực tập sinh của YG Entertainment gồm: đội A (debut với tên WINNER) và đội B (debut với tên iKON).
Ngày 7 tháng 1 năm 2014, JYP phát hành những hình ảnh teaser cho BamBam cùng những hình ảnh teaser của 2 thành viên Jinyoung (Jr) và YoungJae.
Ngày 10 tháng 1 năm 2014 (KST), JYP phát hành teaser đầu tiên ra mắt GOT7 trên YouTube, theo sau đó teaser thứ hai ra mắt vào ngày 13 (KST). Ngày 15 Tháng 1, 2014, GOT7 phát hành MV cho bài hát đầu tay của họ là "Girls Girls Girls".

## Điện ảnh

### Phim
| Năm  | Tiêu đề           | Vai                       | Mạng                  |
| ---- | ----------------- | ------------------------- | --------------------- |
| 2012 | Fairy Tale Killer | Con trai của Wong Wai-han | Hong Kong horror film |

### Phim truyền hình
| Năm  | Tiêu đề             | Vai           | Kênh        | Ghi chú                                                              |
| ---- | ------------------- | ------------- | ----------- | -------------------------------------------------------------------- |
| 2015 | Dream Knight        | (GOT7) BamBam | Youku Tudou | Truyền hình trực tuyến Hàn-Trung được thực hiện bởi JYPE Youku Tudou |
| 2016 | Don't Dare To Dream | Cameo         | SBS         | Tập 1                                                                |

## Tác phẩm
| Năm  | Album                      | Ca khúc          | Ghi chú                                       |
| ---- | -------------------------- | ---------------- | --------------------------------------------- |
| 2016 | Flight Log: Departure      | "See The Light"  | Phần Rap cùng Mark                            |
| 2016 | Flight Log: Departure      | "Something Good" | Phần Rap cùng JB                              |
| 2016 | Flight Log: Turbulence     | "No Jam"         | Phần Lời cùng Mark Tuan, Jackson, Yugyeom     |
| 2016 | Flight Log: Turbulence     | "If"             | Phần Lời cùng Mark Tuan                       |
| 2016 | Flight Log: Turbulence     | "Dreamin' "      | Phần Lời cùng JB                              |
| 2017 | Flight Log: Arrival        | "Shopping Mall"  | Phần Lời cùng JB, Jackson Wang, Mark Tuan     |
| 2017 | Flight Log: Arrival        | "Paradise"       | Phần Lời cùng Jinyoung                        |
| 2017 | Flight Log: Arrival        | Go Higher        | Phần Lời cùng với JB, Jackson Wang, Mark Tuan |
| 2017 | Mini Album: 7For7          | Moon U           | Phần lời cùng Youngjae                        |
| 2017 | Mini Album: 7For7          | Remember You     | Viết lời Làm nhạc                             |
| 2017 | Mini Album: 7For7          | Face             | Viết lời cùng Mark, Jackson                   |
| 2018 | Mini Album: Eyes On You    | The Reason       | Viết lời, làm nhạc và sản xuất                |
| 2018 | PRESENT: YOU               | Party            | Viết lời, làm nhạc                            |
| 2019 | Mini album: Spinning Top   | Believe          | Viết lời, làm nhạc                            |
| 2020 | Breath Of Love: Last Piece | Waiting For You  | Viết lời, làm nhạc                            |

## Các Hoạt động Khác

### Show
| Năm       | Tiêu đề                                       | Kênh              | Thời gian (Tập)                       | Cùng với                                                     |
| --------- | --------------------------------------------- | ----------------- | ------------------------------------- | ------------------------------------------------------------ |
| 2013      | Who Is Next (WIN)                             | Mnet              | tập 4                                 | Mark, Jackson, Yugyeom                                       |
| 2014      | After School Club                             | Arirang TV        | tập 41                                | GOT7                                                         |
| 2014      | Immortal Songs                                | KBS               | 12/04/2014                            | GOT7                                                         |
| 2014      | I ☆ GOT7                                      | SBS MTV           | 10 tập                                | GOT7                                                         |
| 2014      | Weekly Idol                                   | MBC Every 1       | tập 146                               | GOT7                                                         |
| 2014      | A Song For You                                | KBS               | tập 2                                 | GOT7                                                         |
| 2014      | M!COUNDOWM Begin Open Studio                  | Mnet              |                                       | GOT7                                                         |
| 2014      | Before I Die                                  | Beetm             |                                       | GOT7                                                         |
| 2014      | King of Ratings                               | KBS               | 19/07/2014                            | GOT7                                                         |
| 2014      | Weekly Idol                                   | MBC Every 1       | tập 156                               | GOT7                                                         |
| 2014      | WGM                                           | MBC               | tập 27                                | JB, Jinyoung, YoungJae, YuGyeom                              |
| 2015      | After School Club                             | Arirang           | tập 77                                | GOT7                                                         |
| 2015      | GOT2DAY                                       | JYP nation        |                                       | GOT7                                                         |
| 2015      | Roommate Season 2                             | SBS               | tập 14                                | GOT7 (trừ JB)                                                |
| 2015      | After School Club                             | Arirang TV        | tập đặc biệt Lunar New Year (tập 146) | 15&                                                          |
| 2015      | My Young Tutor                                | MBC               | từ tập 17 đến 21                      |                                                              |
| 2015      | Weekly Idol                                   | MBC Every 1       | tập 220                               | GOT7                                                         |
| 2015      | Roommate Season 2                             | SBS               | tập 25                                | F(x) Amber và SJ-M Henry                                     |
| 2015      | Chuseok Special National Idol Singing Contest | KBS               |                                       | Jackson                                                      |
| 2015      | Taste of others                               | JTBC              | tập 3                                 | Jackson                                                      |
| 2015      | Running Man                                   | SBS               | tập 272                               | GOT7                                                         |
| 2016      | Where is My Friend's Home                     | JTBC              | tập 55, 56, 57, 58                    | Jackson                                                      |
| 2016      | After School Club                             | Arirang           | tập 205                               | GOT7                                                         |
| 2016      | Star King                                     | KBS               | tập 437                               | Mark                                                         |
| 2016      | Bromance                                      | Naver V app       | tập 6                                 | Khách mời của Jackson cùng với Jinyoung, Mark                |
| 2016      | [M2] Let's play with GOT7                     | MNet              | 6 tập                                 | GOT7                                                         |
| 2016      | GOTing                                        | Naver V app       | 10 tập                                | GOT7                                                         |
| 2016      | A Look At Myself                              | KBS               | tập 35                                | Jackson, Mark                                                |
| 2016      | Wao! Here come students                       | Online            | ngày 19 và 24/05                      | Jackson, Mark                                                |
| 2016      | Real Man                                      | MBS               | từ tập 158 đến 166                    | Jackson                                                      |
| 2016      | K-star Uncontrollably Actor                   | KStar             | từ tập 1 đến 13                       |                                                              |
| 2016      | Weekly Idol                                   | MBC Every 1       | tập 263                               | GOT7                                                         |
| 2016      | Mobidic TV                                    | Mobidic TV        |                                       | YoungJae                                                     |
| 2016      | Running Man                                   | SBS               | tập 316                               | GOT7                                                         |
| 2016      | GOT2Day                                       | Naver V app       |                                       | GOT7                                                         |
| 2016      | Weekly Idol                                   | MBC Every 1       | tập 270                               | GOT7                                                         |
| 2016      | Hit The Stage                                 | Mnet              | tập 10                                | GOT7                                                         |
| 2016      | After School Club                             | Arirang           | tập 232                               | GOT7                                                         |
| 2016      | GOT7's Hard Carry                             | Naver V app       |                                       | GOT7                                                         |
| 2016      | Battle Likes (season 2)                       | KBS               | tập 3                                 | GOT7                                                         |
| 2016-2017 | One Point Korean Lesson                       | NHK TV            |                                       |                                                              |
| 2017      | REAL GOT7 Season 4                            | JYP nation        |                                       | GOT7                                                         |
| 2017      | Ask In The Box                                | 1theK             |                                       | GOT7                                                         |
| 2017      | GOT7's TMI Lab                                | M2                |                                       | GOT7                                                         |
| 2017      | Weekly Idol                                   | MBC Every 1       | tập 324                               | GOT7                                                         |
| 2017      | I Can See Your Voice- TH                      | Workpoint         |                                       | Cùng với Mark, Youngjae, Yugyeom                             |
| 2017      | 168 Hours                                     | Channel 3         |                                       |                                                              |
| 2017      | TODAY SHOW                                    | Channel 3         |                                       |                                                              |
| 2018      | My Future Diary                               | Dingo, V Original |                                       | Cùng với Yugyeom                                             |
| 2018      | GOT7:On the Scene                             | GOT7              |                                       | GOT7                                                         |
| 2018      | Knowing Bros                                  | JTBC              | tập 118                               | GOT7, Park Jin-young                                         |
| 2018      | Knowing Bros                                  | JTBC              | tập 141                               | G.o.d Park Joon-hyung, NCT/Way V/SuperM Lucas, (G)I-dle Yuqi |
| 2018      | Idol Room                                     | JTBC              | tập 20                                | GOT7                                                         |
| 2018      | After Mom Fells Asleep                        | Piki Pictures     |                                       | GOT7                                                         |
| 2019      | Twitter Blue Room                             | Twitter           |                                       | Mark, Youngjae, Jack Dorsey, Biz Stone                       |
| 2019      | Idol Room                                     | JTBC              | tập 51                                | GOT7                                                         |
| 2019      | Inkigayo Check-in LIVE                        | SBS Kpop Play     |                                       | GOT7                                                         |
| 2020      | Weekly Idol                                   | MBC Every 1       | tập 456                               | GOT7                                                         |
| 2020      | After Boss Fells Asleep                       | Piki Pictures     |                                       | GOT7                                                         |

### Radio
| Năm  | Tiêu đề                                                   | Kênh          | Ghi Chú                                                       |
| ---- | --------------------------------------------------------- | ------------- | ------------------------------------------------------------- |
| 2014 | C-Radio Idol True Colors                                  | MBC           | Cùng với Yugyeom, Mark, JB và YoungJae                        |
| 2014 | Star Date                                                 | Arirang Radio | Cùng với Jackson và Mark                                      |
| 2014 | WGM TV International                                      | MBC           | Cùng với Mark, Jackson                                        |
| 2014 | Park So Hyun's Love Game                                  | SBS           | Cùng với Jinyoung                                             |
| 2014 | Simsimtapa                                                | MBC           | Cùng với Jackson                                              |
| 2014 | Kiss The Radio                                            | KBS           | Cùng với Mark, Jackson, Yugyeom                               |
| 2015 | Kiss The Radio                                            | KBS           | 17/03                                                         |
| 2015 | Cool FM Sukira - Kiss The Radio - 'Language and the City' | KBS           | Cùng với Shannon, Seung Yeon (UNIQ), Kevin và Zhoumi (SJ-M)   |
| 2015 | Cool FM Sukira - Kiss The Radio - 'Language and the City' | KBS           | 08/02                                                         |
| 2015 | C-Radio Idol True Colors                                  | MBC           | Cùng với YoungJi (KARA) và Jackson                            |
| 2015 | 2PM Date                                                  | MBC           | Cùng với GOT7                                                 |
| 2015 | Kiss The Radio                                            | KBS           | Cùng với GOT7                                                 |
| 2016 | Kiss The Radio                                            | KBS           | Cùng với Mark; Sana và Momo (Twice); Amber (F(x)); Sorn (CLC) |
| 2016 | Kiss The Radio                                            | KBS           | Cùng với GOT7                                                 |

### MC
| Năm  | Kênh         | Show              | Chú thích                                                            |
| ---- | ------------ | ----------------- | -------------------------------------------------------------------- |
| 2015 | M! Countdown | Mnet              | MC thường trực                                                       |
| 2015 | M!COUNTDOWN  | Mnet              | MC đặc biệt cùng với thành viên Jinyoung (26/02)                     |
| 2015 | M!COUNTDOWN  | Mnet              | MC đặc biệt cùng với thành viên Jinyoung (19/03)                     |
| 2015 | M!COUNTDOWN  | Mnet              | MC thường trực cùng Jinyoung (Từ ngày 14/05/2015 - 2016)             |
| 2015 | Naver V app  | BamMinTV          | MC thường trực                                                       |
| 2015 | Arirang      | After School Club | MC tạm thời cùng với Eric Nam, Kevin Woo                             |
| 2016 | Battle Likes | KBS               | Cùng với Mark (07,14/07)                                             |
| 2016 | M!COUNTDOWN  | Mnet              | MC đặc biệt cùng với thành viên Jackson, Mark Tuan (13/10)           |
| 2016 | M!COUNTDOWN  | Mnet              | MC đặc biệt cùng với Yugyeom, Jinyoung, Sejeong (27/10)              |
| 2017 | K-rush       | KBS WORLD         | MC đặc biệt cùng với Hyelim                                          |
| 2018 | M!COUNTDOWN  | Mnet              | MC đặc biệt cùng với thành viên Mark Tuan, Yugyeom, Jinyoung (15/03) |

### Chụp ảnh tạp chí
| Năm  | Tạp chí            | Cùng với   | Chú thích     |
| ---- | ------------------ | ---------- | ------------- |
| 2016 | Singles Magazine   | GOT7       | Jan Issue     |
| 2016 | Hamburger          |            | Vol.26        |
| 2016 | ELLEMen ThaiLand   |            | Của tháng 5   |
| 2016 | GQ                 | GOT7       | Của tháng 5   |
| 2016 | HighCut            | Jackson    | Vol.177       |
| 2016 | A day              | GOT7       | Vol.419       |
| 2016 | Hamburger          | Jackson    | Vol.43        |
| 2016 | Hamburger          | GOT7       | Vol.46        |
| 2016 | Bazaar             |            | Vol.          |
| 2016 | NYLON THAILAND     |            | Vol.44        |
| 2016 | KBOYSxsmart        | GOT7       | Vol.2016-17   |
| 2017 | Billboard Thailand |            | Vol. 36       |
| 2017 | Sudsapda           |            | Của tháng 10  |
| 2018 | Highcut            | GOT7       | Vol. 218      |
| 2018 | Grazia             | GOT7       | Men Issue     |
| 2018 | GQ Thailand        |            | Vol. 44       |
| 2018 | DONT Magazine      |            | The Rap Issue |
| 2018 | Praew Magazine     |            | Của tháng 11  |
| 2019 | Sudsapda           |            | Của tháng 6   |
| 2019 | GQ Thailand        | Mark       | Của tháng 3   |
| 2020 | Vogue Thailand     | Mark, Yaya | Của tháng 1   |

## Đại diện thương hiệu
| Năm  | Thương Hiệu            | Cùng với         | Ghi chú  |
| ---- | ---------------------- | ---------------- | -------- |
| 2014 | "Black Yak WALK FIT"   | GOT7             |          |
| 2014 | "Natuur Pop"           | GOT7             |          |
| 2014 | "SMART School Uniform" | GOT7             |          |
| 2014 | "Dewytree"             | GOT7             |          |
| 2014 | "J'ESTINA"             | GOT7             |          |
| 2016 | "NBA Style"            | GOT7 và Twice    |          |
| 2016 | "It's Skin"            | GOT7             | Thái Lan |
| 2016 | "Bausch & Lomb"        | GOT7             | Thái Lan |
| 2016 | "Est Cola"             | GOT7             | Thái Lan |
| 2017 | "Yamaha QBIX"          |                  | Thái Lan |
| 2017 | "Taokaenoi"            | GOT7             | Thái Lan |
| 2017 | "FWD Thailand"         | GOT7             | Thái Lan |
| 2017 | "Represent"            |                  |          |
| 2018 | "MCMThailand"          |                  |          |
| 2018 | "CP"                   |                  | Thái Lan |
| 2018 | "VivoV9"               |                  | Thái Lan |
| 2018 | "Restier"              |                  | Thái Lan |
| 2018 | "Shinsegae Duty Free"  | GOT7             |          |
| 2018 | "Adidas Originals"     | GOT7             |          |
| 2018 | "The Face Shop"        | GOT7             |          |
| 2018 | "Shopee"               |                  | Thái Lan |
| 2018 | "Vivo V11"             |                  | Thái Lan |
| 2018 | "Rabbit Today"         |                  | Thái Lan |
| 2019 | "Vivo V15"             |                  | Thái Lan |
| 2020 | "Vivo V17"             | Mark (GOT7)      | Thái Lan |
| 2020 | "AIS 5G"               | Lisa (Blackpink) | Thái Lan |